# ひとひら
『ひとひら』は、桐原いづみの漫画。また、それを原作としたメディアミックス作品群である。

## 概要
2004年に創刊した双葉社発行の漫画雑誌『COMIC HIGH』で連載を開始するも、同年9月に同誌が休刊したため一時中断した。その後、同誌が『コミックハイ!』として復刊（リニューアル）してから連載を再開し、2009年5月発行の6月号（VOL.50）まで約5年に渡って連載された。作品は完結はしたが、同年7月発行の8月号（VOL.52）から2010年1月発行の2月号（VOL.60）まで読み切り形式の外伝シリーズ『ひとひらアンコール』が連載された。さらに2010年5月発行の6月号（VOL.65）から2013年3月発行の4月号（VOL.96）にかけて、『ひとひら』の登場人物のその後を描いた『榊美麗のためなら僕は…ッ!!』が連載された。
単行本は全7巻。掲載誌の復刊後、単行本の既刊増刷および新刊は模様替えがされている。
桐原いづみは、当初8ページほどの短編漫画として描く方針であったが、第1話（単行本では序幕）を書き終えた後、担当者に『短編では無理』と言われたため、第2話（単行本では第1幕）以降、16ページ前後での連載とした。
2007年3月末から6月までテレビアニメとして放送された（詳細は後述を参照）。また、それに関連したインターネットラジオ、音楽、ラジオドラマなどの展開も行われた。
2014年7月には舞台版が上演された。

## あらすじ
麻井麦は、一ノ瀬野乃の強引な勧誘により演劇研究会に入ってしまった。窮屈な部室で活動している演劇研究会は演劇部と対立しており、互いの存続を賭けて演劇公演での対決を控えていた。極度のあがり症から何度となく挫折しそうになるが、先輩たちや中学以来の親友である遠山佳代、高校で親しくなった神奈ちとせや西田甲斐らの支えもあって、麦は大きな成長を遂げていく。
野乃達は卒業し、佳代は留学。大きく環境が変わり2年生となった麻井麦は、演劇部に入部することを決意する。裏方を希望するも、「違う自分になる」という演劇の楽しさに触れ、役者として活動していく。

## 登場人物
- 各人物の声はアニメ版の声優。
- 解説文中の学年および所属は初期のもの。第19幕で演劇研究会は解散、第25幕より学年が1年上がり、麦は玉城春子率いる演劇部の部員となっている。

### 演劇研究会
麻井 麦（あさい むぎ）
声 - 樹元オリエ
本作の主人公。熊鷹芸術学院の1年生（序幕では水橋中学3年）。極度のあがり症で緊張すると声が出なくなるが、たまたま発した大きな声を聴いた野乃らに勧誘され、半ば強引に演劇研究会に入部させられてしまった。少々ネガティブだが、演劇を通じて徐々に変化を見せる。文化祭の出し物「ひとひら」では主役を演じるまで成長した。ちとせ・演劇部の先輩（2年生編）からは「麦チョコ」と呼ばれている。
2年生になって、苦悩した末に裏方希望で演劇部に入部する。しかし、ちとせや周りの説得により、再び役者として舞台に立つことになる。一時期ちとせとの仲がギクシャクしてしまったが、最終的には仲直りした。3年生に進級してからも演劇を続けており、「演劇をやってて良かった」と思えるようになった。また、第49幕で甲斐に告白され、恋人同士となった。
一ノ瀬 野乃（いちのせ のの）
声 - 川澄綾子
演劇研究会代表。熊鷹芸術学院3年生。元々演劇部に所属していたが、声帯麻痺である事を美麗に告げた際、彼女から演劇を辞めるように説得された。結局演劇部は辞めてしまったが、演劇を続けるために演劇研究会を作った。以来美麗とは犬猿の仲となってしまったが、演劇で希望を与えてくれた美麗には感謝している。アニメでは演劇部主催の合格祝賀会で演劇部が2つになってしまったことを演劇研究会及び演劇部の両部員に謝罪した。卒業後もたまに、麦や甲斐の様子を見に来ている。性格は一見クールだが、負けず嫌いな上に強引かつ自信家で、状況を逆手に取る巧妙さを持つ。麦曰く、「野乃先輩の（発言や行動の）裏の真意が怖い」。演劇のためなら宿題3人分も平気でこなしていた。
桂木 たかし（かつらぎ たかし）
声 - 成田剣
演劇研究会メンバー。3年生。元演劇部員だったが、野乃に誘われて演劇研究会に入る。野乃に研究会を作ってみればと提案した（研究会を作った張本人とも言える）。麦たちによくアドバイスをくれる、研究会の頼れる存在。早口言葉が得意。野乃に好意を寄せているが、事あるごとに煙に巻かれてしまいその想いを中々伝えられずにいたが、クリスマスの日にようやく想いを伝える。
西田 理咲（にしだ りさき）
声 - 氷上恭子
演劇研究会メンバー。3年生。甲斐の姉で、よく甲斐のことをからかって遊んでいる。野乃や桂木と同じく元演劇部員。美麗と「野乃の演劇続行」を巡ってケンカをしたのをきっかけに、研究会に入った。口よりも先に手が出るタイプ。成績はあまり良くなく、クリスマスパーティーの日に一人だけ補習を受ける羽目になる。卒業後は野乃、桂木、美麗は同じ大学に進学したが、理咲は別の大学に進学した。
西田 甲斐（にしだ かい）
声 - 岸尾大輔
理咲の弟。麦と佳代のクラスメイト（麦とは2年生に進級してからも一緒のクラス）。理咲によって強制的に演劇研究会へ入部させられた。口では文句をよく言うが、相手の心情を理解出来る優しい心を持っている。ダーツや金魚すくいといった屋台遊戯が得意。また、絵が得意で2年生になって美術部と演劇部を掛け持ちすることになった。麦のことが気になっている。佳代の留学後、麦の支えになりたいと思っている。第49幕で麦に告白し、恋人同士になる。

### 演劇部
榊 美麗（さかき みれい）
声 - 雪野五月
熊鷹芸術学院演劇部部長。3年生。野乃に演劇を勧めたが、結果的に野乃が声帯麻痺になってしまったことに責任を感じている。野乃が演劇部を辞めて研究会を作ってからは犬猿の仲となってしまったが、実は野乃の病気や演劇研究会のことを心配している。演劇研究会解散後、わずかながら対立こそあるが、野乃との仲は緩和された。アニメでは卒業の日に倉庫の衣装の前で和解した。卒業後もたまに、演劇部の様子を見に来ている。
玉城 春子（たましろ はるこ）
声 - 植田佳奈
演劇部部員。2年生。通称たまちゃん。容姿や学力が普通と言われるが、「平凡であることが個性」と言い切る漢らしいところがある。怒らせると怖く、普段の微笑ましく朗らかな口調や形相もまるで別人のように変貌する。幸枝と仲が良い。噂好き。野乃たちが演劇部を辞めた際には他の2年生たちと共に美麗の支えになることを決意する。
美麗が引退した後は演劇部の部長になる。美麗のような部長になりたいと思っているが、麦たち後輩の指導などで理想と現実の差に悩み自信を失ってしまう。しかし、その後美麗に励まされ自信を取り戻す。卒業後は美大に進学する。
綾瀬 幸枝（あやせ さちえ）
声 - 恒松あゆみ
演劇部部員。2年生。通称さちえちゃん（ちとせからはさっちーと呼ばれている）。春子と仲が良く、こちらも噂好き。
美麗が引退した後は演劇部の副部長になる。しかし、部長である春子の不安をよそにして、クリスマスのために練習日を削減したり、散々迷った挙句に前部長である美麗の指示を無視しようとした。しかし、合宿の際には落ち込む春子を気遣ったり、険悪化した部の空気を変えようとするなど彼女なりの考えで副部長の務めを果たしている。
学力が致命的に悪く進学も危ぶまれていたが、演劇部引退後に春子と和久井からスパルタ教育を受け、なんとか専門学校へ進学した。
山口 実（やまぐち みのる）
声 - 斎藤千和
演劇部部員。2年生。照明チーフ。演技が下手（同級生の部員曰く素人よりも酷い）なうえ、セリフを覚えることがほとんど出来ないために裏方を担当しているが、役者をやる気はあるらしい（さちえ曰く発声だけは良いらしい）。演劇部のムードメーカー的存在で気難しい響とも難なく会話出来てしまうため、和久井には「お前の存在って大きいんだな」と言われている。
幸枝と同様に成績が悪いので大学へは進学せず、卒業後は実家の花屋を手伝っている。
和久井 貞治（わくい さだはる）
声 - 土門仁
演劇部部員。2年生。舞台監督。通称ミケ。あだ名の由来は1年生の時に「俺はミケランジェロの生まれ変わりだ」と叫んだことから。演劇部の兄貴的存在。響との会話が苦手で常に山口の事を頼っている。
木野 信二（きの しんじ）
演劇部部員。1年生。脚本担当。ちとせにチビメガネと呼ばれており、あまり馬が合わない様子で、よく口喧嘩をする。玉城たちの引退後には、演劇部の部長になる。ちとせとは何だかんだで良いコンビとして演劇部を切り盛りしている。
神奈 ちとせ（かんな ちとせ）
声 - やぶさきえみ
演劇部部員。1年生。演劇部に所属しているが、研究会の方にもちょくちょく顔を出している。麦とは仲が良く、桂木に好意を寄せていて、クリスマス会（アニメでは演劇部主催の合格祝賀会）で告白するもフラれてしまう。水溜りでずぶ濡れになった麦に名入りのジャージを貸して以降、麦のクラスメイトからは「（神奈）オリジナル」、佳代や甲斐からは「オリナル」と呼ばれるようになった。2年生に進級してから、麦や甲斐と同じクラスになった。一時期麦との仲がギクシャクしてしまったが、最終的には仲直りした。玉城たちの引退後、演劇部の副部長になる。木野とはよく口喧嘩をするが、良いコンビとして演劇部を切り盛りしている。
川崎 響（かわさき ひびき）
声 - 田中晶子
演劇部部員。1年生。音響チーフ。冷静沈着であまり表情を面に出さないが、若干天然気味な性格をしている。本人曰く「音響じゃないなら退部する」とまで発言する程音楽が好きである。麦が役者に割り振られた際にはトドメの一言を発した。
他人との会話が苦手なようで素っ気ない返事をしてしまう事が多いが、麦が落ち込んでいる際には相談に乗ったりするなど他人に関心が無い訳ではない。和久井に対して特に素っ気ない態度をとる事が多く、和久井には嫌われていると思われているが本人は嫌っているわけではなく、むしろ少なからず好意を抱いている様子。
武田 京介（たけだ きょうすけ）
声 - 大須賀純
文化祭（1年生編時）で麦をナンパした男。麦が2年生になった年に熊鷹芸術学院へ入学、麦に憧れて演劇部に入部する。運動が苦手で、体力作りの練習はかなりキツイ様子。運動をサボろうとして、甲斐に「麻井2号」と言われてしまう。通称きょーちゃん。
実は麦より1歳年上だが、他人と接する事が怖くて中学生の頃から不登校を繰り返していたため入学時期が遅れている。演劇部入部後は麦や甲斐の助けを借りながら苦手意識を克服しようと努力している。

### その他
遠山 佳代（とおやま かよ）
声 - 宮川美保
写真部部員。1年生。麦の中学時代からの親友。麦の付き合いで演劇研究会の手伝いもすることがある。1年の終わりから写真の勉強をするため留学している。文化祭でわずかながらも進歩した麦の姿を見て安心し、甲斐やちとせに後事を托して旅立った。留学先で落ち込む事もあったが、麦からのメールに励まされ立ち直る。帰国後は麦の後輩となり京介と同じクラスになった。
掛井（かけい）
声 - 斎藤千和
熊鷹芸術学院生徒会長。2年生。1年生の頃に野乃と美麗の演劇部分裂騒動に巻き込まれてしまい、演劇研究会の設立を認める条件として翌年の文化祭での演劇対決を提示した。文化祭当日には他の仕事を投げ出してまで演劇対決の宣伝をしたり（本人曰く「私にしか出来ない仕事」）、美麗たちが卒業した後の演劇部の新歓公演の宣伝をしたり公演を観に来るなど、何かと演劇部の事を気に掛けている。

## 単行本
表紙は全て主役の麻井麦。第4巻のみ野乃を描いた着せ替えカバーが存在する。
- 第1巻（2005年8月11日発売 ISBN 4-575-83127-1）
- 第2巻（2006年5月12日発売 ISBN 4-575-83237-5）
- 第3巻（2006年12月12日発売 ISBN 4-575-83311-8）
- 第4巻（2007年6月12日発売 ISBN 978-4-575-83368-3）
- 第5巻（2008年4月12日発売 ISBN 978-4-575-83473-4）
- 第6巻（2008年12月12日発売 ISBN 978-4-575-83557-1）
- 第7巻（2009年7月10日発売 ISBN 978-4-575-83648-6）
- アンコール（2010年4月12日発売 ISBN 978-4-575-83754-4）

## アニメ
2007年3月28日よりAT-X、4月からチバテレビほか独立UHF各局にて放送された。全12話。アニメ化されたのはいわゆる「1年生編」である。全カットにHiFxと呼ばれるフィルターをかけており、全体的に明るく、淡い色使いとなっている。

### スタッフ
- 監督 - 西森章
- シリーズ構成 - 笹野恵
- キャラクターデザイン - 須藤昌朋、山中純子
- チーフアニメーター - 古田誠、長屋侑利子
- プロップデザイン - 大浪太
- 総作画監督 - 本橋秀之
- 美術監督 - 飯島由樹子
- 色彩設計 - 長坂恵
- 撮影監督 - 青木隆
- 編集 - 渡辺直樹
- 音響監督 - 鶴岡陽太
- 音楽 - コーニッシュ
- プロデューサー - 野中郷壱、吉沼忍、神部崇之、池田義宏、川戸陽太、三上康博
- アニメーションプロデューサー - 本橋秀之
- アニメーション制作 - XEBEC M2
- 製作 - ひとひら製作委員会（メディアファクトリー、双葉社、ジェンコ、ジグノシステムジャパン、インターチャネル・ホロン、AT-X）

### 主題歌
オープニングテーマ「夢、ひとひら」
作詞 - 木本慶子 / 作曲 - 大久保薫 / 編曲 - 井上日徳 / 歌 - 浅見ユウコ / コーラスアレンジ - 浅井裕子
エンディングテーマ「スマイル」
作詞 - 木本慶子 / 作曲・編曲 - コーニッシュ / 歌 - 水橋舞 / コーラスアレンジ - 浅井裕子

### 各話リスト
| 幕数   | サブタイトル             | 脚本     | 絵コンテ        | 演出             | 作画監督                          | 場面レイアウト             | DVD収録 |
| ------ | ------------------------ | -------- | --------------- | ---------------- | --------------------------------- | -------------------------- | ------- |
| 第1幕  | む、無理です…            | 笹野恵   | 西森章          | 西森章           | 古田誠                            | 古田誠                     | 第1巻   |
| 第2幕  | まがい……物?              | 樋口達人 | 二宮ハルカ      | 西村大樹         | 長屋侑利子                        | 長屋侑利子                 | 第1巻   |
| 第3幕  | 初舞台                   | 木滝りま | 喜多幡徹        | 喜多幡徹         | 長屋侑利子                        | 三浦かおる 石田啓一 横山淳 | 第2巻   |
| 第4幕  | 頑張ってる…?!            | 木滝りま | 清水一伸 西森章 | ながはまのりひこ | 梶浦紳一郎                        | -                          | 第2巻   |
| 第5幕  | うわぁぁぁぁん           | 樋口達人 | 二宮ハルカ      | 松本マサユキ     | 古田誠                            | 大浪太 渡辺政訓 古田誠     | 第3巻   |
| 第6幕  | …変われますか?           | 木滝りま | 垂永士          | 高島大輔         | 山本修                            | -                          | 第3巻   |
| 第7幕  | 友達なのに…              | 笹野恵   | 渡邊哲哉        | 西村大樹         | 長屋侑利子                        | 長屋侑利子                 | 第4巻   |
| 第8幕  | 一人じゃない             | 木滝りま | 西森章          | 森宮崇佳         | 服部憲知 野田めぐみ               | -                          | 第4巻   |
| 第9幕  | この日を忘れない!        | 木滝りま | 矢吹勉          | 篠原俊哉         | 長屋侑利子                        | 大浪太 三浦かおる 木村光雅 | 第5巻   |
| 第10幕 | ずっと…一緒…             | 樋口達人 | 坂田純一        | ながはまのりひこ | 田中誠輝 神島竜 岸本誠司 松川哲也 | -                          | 第5巻   |
| 第11幕 | 笑顔が… 好き!!           | 笹野恵   | 佐々木奈奈子    | 西村大樹         | 長屋侑利子                        | 長屋侑利子                 | 第6巻   |
| 第12幕 | ありがとう…ございました! | 笹野恵   | 西森章          | 松本マサユキ     | 古田誠                            | 古田誠                     | 第6巻   |

### 放送局
| 放送地域 | 放送局       | 放送期間                | 放送曜日時                  | 放送区分       | 地上デジタル | 備考                            |
| -------- | ------------ | ----------------------- | --------------------------- | -------------- | ------------ | ------------------------------- |
| 日本全域 | AT-X         | 2007年3月28日 - 6月13日 | 水曜 11:00 - 11:30          | CS放送         |              | 製作委員会参加 リピート放送あり |
| 千葉県   | チバテレビ   | 2007年4月4日 - 6月20日  | 水曜 1:30 - 2:00 (火曜深夜) | 独立UHF局      | フル         |                                 |
| 埼玉県   | テレビ埼玉   | 2007年4月4日 - 6月20日  | 水曜 1:30 - 2:00 (火曜深夜) | 独立UHF局      | フル         |                                 |
| 愛知県   | テレビ愛知   | 2007年4月4日 - 6月20日  | 水曜 4:28 - 4:58 (火曜深夜) | テレビ東京系列 | フル         |                                 |
| 神奈川県 | テレビ神奈川 | 2007年4月5日 - 6月21日  | 木曜 1:15 - 1:45 (水曜深夜) | 独立UHF局      | 額縁         |                                 |
| 兵庫県   | サンテレビ   | 2007年4月6日 - 6月22日  | 金曜 2:05 - 2:35 (木曜深夜) | 独立UHF局      | 額縁         |                                 |

### 関連商品
CD
- 『夢、ひとひら／スマイル』（ZMCZ-3321、2007年4月25日発売）
- 『ひとひら オリジナルドラマ&BGMアルバム Vol.1（麦編）』（ZMCZ-3322、2007年5月30日発売）
- 『ひとひら オリジナルドラマ&BGMアルバム Vol.2（野乃編）』（ZMCZ-3323、2007年6月27日発売）

DVD
- 第1巻（ZMBZ-3371、2007年6月22日発売）
- 第2巻（ZMBZ-3372、2007年7月25日発売）
- 第3巻（ZMBZ-3373、2007年8月24日発売）
- 第4巻（ZMBZ-3374、2007年9月21日発売）
- 第5巻（ZMBZ-3375、2007年10月25日発売）
- 第6巻（ZMBZ-3376、2007年11月22日発売）

## オリジナルドラマ&BGMアルバム
テレビアニメ『ひとひら』の劇中で使用された音楽と、アニメと同じキャスト陣によるラジオドラマを収録したアルバム。
2007年5月30日に「Vol.1 （麦編）」、2007年6月27日に「Vol.2 （野乃編）」がそれぞれ発売された。

### Vol.1（麦編）
書き下ろしドラマ「麦編」を収録。ジャケット・キャラクターは麻井麦。
収録内容
1. 学院のテーマ〜新学期〜
2. 麦の妄想〜パニック〜
3. 麦の妄想〜能天気〜
4. 橋のある風景〜桜〜
5. 麦の妄想〜悪夢〜
6. 麦の心象〜オドオド〜
7. 夏合宿〜星空〜
8. 演劇のテーマ〜春の女神〜
9. 野乃のテーマ〜有無を言わさず〜
10. 榊のテーマ〜憂いと思いやり〜
11. 野乃のテーマ〜うらはらな脆さ〜
12. 演劇研究会〜団欒〜
13. 気持ちI
14. 演劇研究会〜ただ今稽古中〜
15. 気持ちII
16. 橋のある風景〜雨〜
17. スマイル（ピアノVER．）
18. 夢、ひとひら（TVサイズ）
19. オリジナルドラマ＃1 ポスター撮影秘話「モデルなんて、む、無理です」
20. オリジナルドラマ＃2 演劇研究会入部秘話「春風のいたずら」
21. スマイル（TVサイズ）

### Vol.2（野乃編）
書き下ろしドラマ「野乃編」を収録。ジャケット・キャラクターは一ノ瀬野乃。
収録内容
1. 夢、ひとひら（ピアノ．VER．）
2. ひとひら（プロモーションVER）
3. 麦の心象〜不安〜
4. 麦の心象〜挫折〜
5. 麦の心象〜小さな喜び〜
6. 麦の心象〜苦悩〜
7. 野乃のテーマ〜有無を言わさずII〜
8. 榊のテーマ〜好敵手〜
9. 演劇研究会〜団欒II〜
10. 演劇研究会〜ハッピーにドタバタ〜
11. 芸術の香り
12. 夏合宿〜海〜
13. 橋のある風景〜緑〜
14. 橋のある風景〜雪〜
15. クリスマス
16. 演劇のテーマ〜ひとひら〜
17. スマイル（ピアノVER．II）
18. 夢、ひとひら（TVサイズ）
19. オリジナルドラマ＃1「今、この時を」
20. オリジナルドラマ＃2「想いは、ここに」
21. スマイル（TVサイズ）

## ラジオ
『ひとひら放送局 麦ラジオ On Air』（ひとひらほうそうきょく むぎラジオ オンエア）は、メディファクラジオで配信されたインターネットラジオ番組。『ひとひら』のテレビアニメ化に伴い、2007年3月29日から同年7月5日まで毎週木曜日に配信された。パーソナリティは、麻井麦役の声優・樹元オリエ。
番組は『ひとひら』に関する情報発信に加え、麻井麦のようなパーソナリティ・樹元オリエの成長記録でもある。

### コーナー
パーソナリティ養成講座
パーソナリティの樹元オリエが出されたお題に回答するコーナー。
麦の自主トレ
お芝居の締めとなる言葉をリスナーから募集し麦が発表するコーナー。
麦クエスチョン
リスナーから難しい質問を募集し麦が答えるコーナー。

### 配信リスト
| 配信   | サブタイトル                                          | ゲスト                                                                                        |
| ------ | ----------------------------------------------------- | --------------------------------------------------------------------------------------------- |
| 第01回 | 樹元オリエにパーソナリティは出来るのか!?              | -                                                                                             |
| 第02回 | まだ2回目では進展は「む、無理…」ですか?               | -                                                                                             |
| 第03回 | オリエちゃん、ちょっとキレキャラになりつつある??      | -                                                                                             |
| 第04回 | 今日のお題、ちゃんと言えていないよ? どうして?         | -                                                                                             |
| 第05回 | 番組初「消え物コーナー」言葉で伝えるのって難しいね!   | -                                                                                             |
| 第06回 | 初ゲストが来た〜! 岸尾さん登場。どっちがゲスト??      | 岸尾大輔（西田甲斐役）                                                                        |
| 第07回 | グルメ企画 結果発表! 正解率は?でもキレちゃダメよ!     | -                                                                                             |
| 第08回 | 演出家は「S」。オリエちゃんはセクシーじゃなく熟女?    | -                                                                                             |
| 第09回 | ゲストは川澄綾子さん。ちゃんと悩み相談、解決できた?   | 川澄綾子（一ノ瀬野乃役）                                                                      |
| 第10回 | 三重県ってどこ?って、あの〜番組Pの出身県ですけど      | -                                                                                             |
| 第11回 | ゲストは西森監督。アレ? この番組15分だよね??          | 西森章（監督）                                                                                |
| 第12回 | 麦クエスチョンのコーナーに乱入者?? アレ、監督??       | 西森章（監督・飛び入り参加）                                                                  |
| 第13回 | ゲストは“麻井麦”さん。オリエちゃん、ちょっとパニック? | -                                                                                             |
| 第14回 | 秋葉原「虎の穴本店」の Cafe with Cat に行ったよ!      | -                                                                                             |
| 第15回 | ゲストは宮川さん、やぶさきさん、監督、大須賀くん。    | 宮川美保（遠山佳代役） やぶさきえみ（神奈ちとせ役） 西森章（監督） 大須賀純（きょーちゃん役） |
| 第16回 | とうとう最終回!! 成長の集大成! 果たして?              | -                                                                                             |

## ノベライズ
『ひとひら 小説版』は、2012年に双葉社より刊行された『ひとひら』のノベライズ版。著者は志茂文彦。挿絵は原作者の桐原による描きおろし。桐原監修によるオリジナルエピソードを交えながら、原作の前半部分である演劇研究会解散までを麦をはじめとする主要な登場人物の視点から描く。

### 書誌情報
- 『ひとひら 小説版』（2012年1月12日発売 ISBN 978-4-575-84017-9）

## 舞台
舞台『ひとひら』は、2014年7月にウエストエンドスタジオで上演された。脚本・演出は鈴木茉美。

### 出演
| | |
| - 麻井麦 - 水越朝弓 - 一之瀬野乃 - 工藤真由 - 西田理咲 - 近藤ゆき - 桂木たかし - 佐川祐平 - 西田甲斐 - 中村優希 - 綾瀬幸枝 - 熊谷知花 - 榊美麗 - 葉山美侑 - 遠山佳代 - 安東華子 - 神奈ちとせ - 石川舞祐子 - 玉城春子 - 飲茶娘 - 川崎響 - 青木美依奈 | - 和久井貞治 - 橋本全一 - 木野信二 - 船橋拓幹 - 山口実 - 相楽咲花 - 武田京介 - 杉山翔太 - 香川 - 池ノ辺貴成 - ケーコ - 三浦愛恵 - 男子１ - 絹田吏 - 女子１ - 松村美紅 - 女子２ - 奥井亜実 - 男子２ - 黒木敦史 - 掛井 - 齋藤明里 |